# Анна (монета)
А́нна — разменная индийская колониальная монета, равная 1⁄16 рупии. Составляла 4 пайса = 12 пайя.
Её появление относят к XVIII веку. Выпускались монеты достоинством 1, ½, ¼ и 1⁄12 анны из меди и 2 анны из серебра. С 1908 года монету анна и её фракции выпускали из никеля.
После обретения независимости Индией и Пакистаном оставалась разменной монетой до их перехода на десятичную систему: Индии — до 1957 года, Пакистана — до 1961 года.